# Wagenmühle (alte)
Wagenmühle (alte) (auch Alte Wachenmühle genannt) ist ein Gemeindeteil der Gemeinde Esselbach im unterfränkischen Landkreis Main-Spessart in Bayern.

## Ortsname
Im Bayernportal und im Bayernatlas ist als amtlicher Ortsname Wagenmühle (alte) verzeichnet, die Gemeinde verwendet allerdings die Bezeichnung Alte Wachenmühle.

## Geographie
Die Einöde liegt an der Mündung des Heinrichsbachs in den Wachenbach.